# Mekarmaya
Mekarmaya is een bestuurslaag in het regentschap Karawang van de provincie West-Java, Indonesië. Mekarmaya telt 7175 inwoners (volkstelling 2010).